# Alchemilla scintillans
Alchemilla scintillans é uma espécie de rosácea do gênero Alchemilla, pertencente à família Rosaceae.